# Zamach na van Eupena

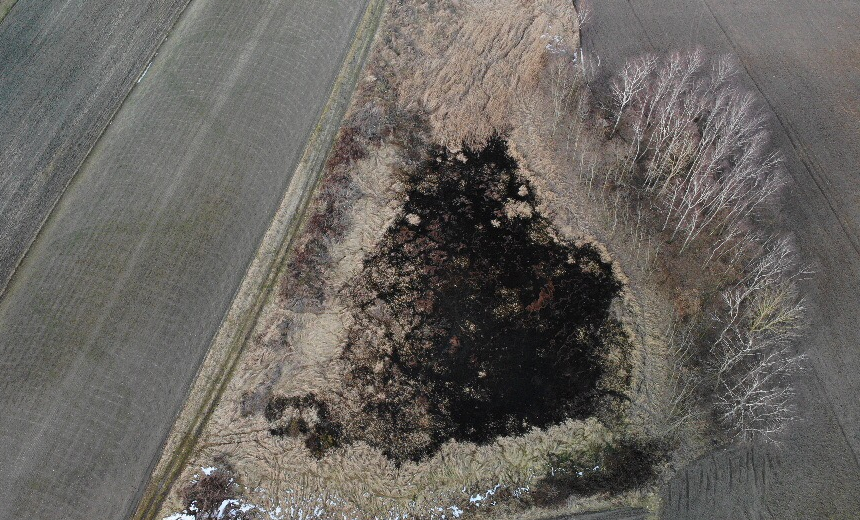
Jeziorko Rachwalec, w którym 11 grudnia 1944 r. ukryto zwłoki Theodora van Eupena i 3 żołnierzy zabitych w zamachu w Lipówce

Zamach na van Eupena – zamach przeprowadzony 11 grudnia 1944 roku w Lipówce przez radziecki oddział partyzancki „Awangarda”, w czasie którego zabity został SS-Hauptsturmführer Theodor van Eupen, komendant obozu pracy w Treblince, a od sierpnia 1944 r. komendant niemieckiego obozu pracy w Młodzawach Dużych, stacjonujący z oddziałem SS w Chrobrzu oraz 2 niemieckich podoficerów i 1 lotnik.

## Historia
Informację o czasie i trasie przejazdu van Eupena oddział uzyskał od wywiadu Armii Ludowej.
Zasadzka, przez oddział którym dowodził Wasyl Tichonin, została zorganizowana po północnej stronie wsi Lipówka, na drodze prowadzącej od strony Pińczowa. Samochód za wcześnie został ostrzelany przez partyzantów, i choć zapalił się, to jadący nim Niemcy zdążyli wyskoczyć i zaczęli uciekać. W starciu zastrzeleni zostali dwaj niemieccy podoficerowie i jeden lotnik, a sam Theo van Eupen przedostał się opłotkami na przeciwległy kraniec wsi i, niezauważony przez mieszkańców, schronił się na strychu ostatniego domu, znajdującego się ok. 150 m przed odejściem drogi na Dziewięczyce. Niedługo potem do zabudowań dotarli partyzanci poszukujący uciekiniera. Rosjanin, grożąc bronią, kazał Wincentemu Bartosikowi wejść na strych, osłaniając się w ten sposób przed ewentualnym ostrzelaniem. Na strychu, pod powałą leżała wiązka słomy, spod której wystawały buty. Partyzant serią z karabinu zabił ukrywającego się Niemca, po czym zrzucił jego ciało ze strychu do sieni i pozostawił przerażonym domownikom. Po pewnym czasie partyzanci radzieccy zabrali ciała zabitych Niemców na podwody, wywieziono je poza wieś i wrzucono do stawu zwanego Rachwalec, położonego w polach znajdujących się już w granicach sąsiedniej wsi – Węchadłowa.
Tożsamość SS-Hauptsturmführera potwierdziły znalezione przy nim dokumenty. Jak stwierdził N. Michta: najcenniejszą jednak zdobycz partyzantów stanowiła mapa operacyjna z naniesioną dyslokacją wojsk niemieckich nad Wisłą [...] Portfel hauptsturmführera otrzymał na pamiątkę Dowódca okręgu PPR i AL „Wiślica” Franciszek Kucybała – „Stary Franek”.
Następnego dnia do Lipówki przybył specjalny niemiecki oddział. Niemcy wypędzili ludzi z domów, oddzielili mężczyzn, których ustawili pod bronią maszynową, a po przesłuchaniu wywieźli do obozu fortyfikacyjnego, to jest niemieckiego obozu pracy budującego linię umocnień A1 – „Venus”. Po ustaleniu, w wyniku przesłuchania, miejsca ukrycia zwłok, Niemcy wydobyli je z jeziorka Rachwalec i przywieźli z powrotem do Lipówki, a następnie przewieźli do Jędrzejowa, gdzie, według niemieckich dokumentów, Theo van Eupen został pochowany 13 grudnia 1944 roku.
Jak pisał Norbert Michta pochodzący z niedalekich Janowic, Niemcy wybrali wtedy 13 osób spośród miejscowej ludności na rozstrzelanie. Udało się jednak hitlerowców przekonać, że napad był dziełem nieznanych ludziom skoczków rosyjskich, zaś Władysław Ważniewski na podstawie meldunków i dokumentów niemieckich podaje, że Niemcy jako zakładników zabrali dziewięciu sołtysów z okolicznych wsi, lecz po czterech dniach ich zwolnili.
13 grudnia Niemcy rozpoczęli operację „Schneesturm”, która miała na celu zlikwidowanie partyzantów radzieckich przebywających w okolicy lasów sancygniowskich. Uderzyli z trzech kierunków, od Gór przez Lipówkę na Teodorów, od strony Działoszyc i od strony Książa Wielkiego przez Janowice i Rzemiędzice. Spacyfikowali wówczas kilka okolicznych wsi, m.in. Trzonów, położony 6 km od miejsca zamachu, Bugaj, Gaik – przysiółek Zaryszyna, Sadek i zabili co najmniej 64 mieszkańców tych wsi oraz spalili wiele zabudowań.